# Hypena acrocompsa
Hypena acrocompsa là một loài bướm đêm trong họ Erebidae.